# Leonida Rosino
Leonida Rosino (* 19. September 1915 in Treviso; † 31. Juli 1997 in Padua) war ein italienischer Astronom.

## Leben
Rosino besuchte das Gymnasium in Treviso und Padua und zeigte schon früh Interesse an Astronomie. Er studierte anschließend Physik an der Universität Padua und schloss 1938 mit einer Dissertation über die Natur der Sternatmosphären bei Giovanni Silva und Bruno Rossi ab. Im Januar 1939 wurde er Assistenzprofessor für Astronomie bei Francesco Zagar an der Universität Bologna. Er trat an die Stelle von Luigi Giuseppe Jacchia, der aufgrund der faschistischen Rassengesetze entlassen worden war. 1949 hielt er sich längere Zeit am Yerkes-Observatorium der University of Chicago auf und hatte dabei auch Zugang zum großen Teleskop des McDonald-Observatoriums in Texas.
1953 erhielt er eine Professur für Astronomie an der Universität Cagliari, kehrte aber nach einem Jahr nach Bologna zurück. 1956 wurde er an die Universität Padua berufen, wo er bis zu seiner Pensionierung 1990 blieb. Schon 1953 war er mit der Leitung des Observatoriums Asiago betraut worden, von 1956 bis 1982 war er zudem Direktor der Sternwarte Padua.
In seiner Zeit in Bologna heiratete er Rosalia Tampellini, die Ehe blieb kinderlos. Rosino starb am 31. Juli 1997 an den Komplikationen nach einer Operation.

## Leistungen
Rosino war eine der einflussreichsten Persönlichkeiten der italienischen Astronomie in der zweiten Hälfte des zwanzigsten Jahrhunderts. Zusammen mit Livio Gratton und Guglielmo Righini sorgte er für die Etablierung der Astrophysik als Zweig der Astronomie in Italien. Auf sein Bestreben wurde 1968 in Padua der erste Studiengang in Astronomie in Italien eingerichtet.
In seiner Forschung beschäftigte sich Rosino hauptsächlich mit veränderlichen Sternen, die er spektroskopisch und photometrisch untersuchte. Mehr als zwei Jahrzehnte lang untersuchte er systematisch RR-Lyrae-Sterne in Kugelsternhaufen, was die Bestimmung der Entfernung der Haufen ermöglichte.
Er studierte kataklysmische Veränderliche, insbesondere vom Typ U Geminorum, sowie
Novae und Supernovae in M31 und M33 und zeigte, dass deren Raten vom morphologischen Typ der Galaxie abhängen. Er fand einen Zusammenhang, um die Entfernung von Novae aus der Geschwindigkeit des Helligkeitsabfalls zu ermitteln.
Rosino war für die Entwicklung und den Ausbau des Observatoriums in Asiago verantwortlich, das unter seiner Leitung drei neue Teleskope erhielt und zum Zentrum der beobachtenden Astronomie in Italien wurde. Er setzte sich auch stark für den Bau des Telescopio Nazionale Galileo auf La Palma ein, das kurz vor seinem Tod den Betrieb aufnahm.

## Ehrungen
- Mitglied der Accademia Nazionale dei Lincei
- Mitglied der Accademia Olimpica
- Ehrendoktor, Universität Basel, 1970
- Goldmedaille des Staates Italien für die Verdienste um Schule, Kultur und Kunst, 1973
- Ehrendoktor der Naturwissenschaften, Universität Innsbruck, 1989[1]
- Benennung des Asteroiden (7715) Leonidarosino nach ihm[2]